# Dykkercomputer
Dykkercomputeren er en instrument, der hjælper dykkeren til at gennemføre sit dyk på forsvarlig vis, så trykfaldssyge undgås.
Dykkercomputere kan have mange funktioner, men fælles for de fleste er at de løbende viser dykkeren den aktuelle dybde, hvor lang tid dykket har varet, samt hvor længe dykket kan fortsætte uden at dykkeren behøver at lave et dekompressionsstop på vej op mod overfladen.
Andre computere kan desuden overvåge luftforbruget, ligesom man ofte også kan downloade data til sin almindelige computer for yderligere at kunne analysere sit dyk.